# Estádio da Rua Campos Sales
Het Estádio da Rua Campos Sales was een voetbalstadion in de Braziliaanse stad Rio de Janeiro. Het was het thuisstadion van America FC.

## Geschiedenis
De club Haddock Lobo speelde al op de terreinen. In 1911 fuseerde de club met America, al bleek de fusie al snel een opslorping te worden daar America zijn identiteit bleef behouden. De eerste wedstrijd die de club er speelde vond plaats op 27 augustus van dat jaar en werd met 3-1 gewonnen tegen Rio Cricket. De eerste jaren waren er enkel staanplaatsen, pas in 1924 werd er een betonnen tribune gebouwd. In 1952 werd het stadion uitgebreid tot 25.000 plaatsen. Het stadion werd op 29 juni 1952 heropend met een wedstrijd tegen Vasco da Gama en werd met 1-0 gewonnen. De laatste wedstrijd voor het stadion gesloopt werd in 1961 werd gespeeld tegen Olaria. 